# Cecilía Rán Rúnarsdóttir
Cecilía Rán Rúnarsdóttir (* 26. Juli 2003 in Reykjavík) ist eine isländische Fußballspielerin. Sie ist zudem Nationalspielerin und steht seit Juli 2025 bei Inter Mailand unter Vertrag, nachdem sie 2024 vom FC Bayern München  ausgeliehen worden war.

## Karriere

### Vereine
Cecilía Rán spielte erstmals am 14. Mai 2017 sieben Wochen vor ihrem 14. Geburtstag für die Spielgemeinschaft Afturelding/Fram in der dritten isländischen Liga der Frauen, als sie zwei Minuten vor dem Spielende eingewechselt wurde. Sie hatte danach noch zwei weitere Kurzeinsätze und am 2. September spielte sie erstmals über 90 Minuten und dann auch noch im letzten Saisonspiel eine Woche später. Als Drittligameister stieg die Spielgemeinschaft in die zweite Liga auf, in der Cecilía Rán in der Spielzeit 2018 13 Punktspiele bestritt. Sie konnte sich dabei gegen die neuverpflichtete zwölf Jahre ältere brasilianische Torhüterin Ana Lucia Nascimento dos Santos durchsetzen, die den Verein nach der Saison verließ. Am Saisonende wurde Cecilía Rán zur besten jungen Spielerin der Liga gekürt. Anschließend wechselte sie zum Zweitligameister und Aufsteiger Fylkir Reykjavík, für den sie alsbald zur Stammtorhüterin avancierte, mithalf sich im Tabellenmittelfeld zu etablieren und auch hier zur besten jungen Spielerin gewählt wurde. Im März 2021 wechselte sie zum schwedischen Erstligisten KIF Örebro, der sie als Ersatz für die verletzte Moa Öhman für die Spielzeit 2021 verpflichtete. Dort kam sie in sieben von 22 Ligaspielen zum Einsatz. Am 20. August 2021 wurde sie vom englischen Erstligisten FC Everton verpflichtet, den sie im Januar 2022 bereits verließ. Mit dem Ausfall von Stammtorhüterin Laura Benkarth nach ihrer erfolgreich verlaufenen Knie-Operation, wurde sie auf Leihbasis bis zum Saisonende 2021/22 vom FC Bayern München verpflichtet. Ihr Debüt für den FC Bayern München gab sie am 28. Februar 2022 beim 9:1-Sieg im DFB-Pokal-Viertelfinalspiel beim FC Carl Zeiss Jena mit Einwechslung für Janina Leitzig in der 71. Minute. Ihr Bundesligadebüt gab sie am 3. April 2022 (19. Spieltag) bei der 0:6-Niederlage im Auswärtsspiel gegen den VfL Wolfsburg mit Einwechslung für Janina Leitzig zur zweiten Halbzeit. Am 4. Juli 2022 erhielt sie trotz des Endes der Leihfrist einen bis zum 30. Juni 2026 datierten Vertrag. Im August 2023 zog sie sich eine Patellaluxation zu und fiel für längere Zeit aus. Um ihr nach ihrer Genesung mehr Spielpraxis zu kommen zu lassen, wurde mit dem italienischen Erstligisten Inter Mailand ein Leihgeschäft für die Saison 2024/25 vereinbart. Am 1. Juli 2025 wurde die abgelaufene Leihfrist in eine bis zum 30. Juni 2029 datierte Verpflichtung auf der Website des Vereins offiziell.

### Nationalmannschaften
Cecilía Rán spielte für die isländischen Juniorinnen-Mannschaften von der U-16 bis U-19. Im März 2018 kam sie im letzten Gruppenspiel gegen Aserbaidschan der zweiten Qualifikationsrunde für die U-17-Fußball-Europameisterschaft der Frauen 2018 zum Einsatz. Da ihre Mitspielerinnen nach einem Sieg gegen Irland das zweite Spiel gegen die deutschen Gastgeberinnen verloren hatten, reichte der Sieg gegen Aserbaidschan nicht zum Erreichen der Endrunde. Aserbaidschan war dann auch nächster Gegner im September in der ersten Qualifikationsrunde für die nächste EM. Diesmal wurde sie in allen drei Spielen eingesetzt und musste nur bei der 0:2-Niederlage gegen England Gegentore einstecken. Als Gruppenzweite erreichten sie aber die Eliterunde. Hier konnten sie zwar das erste Spiel beim Turnier in Italien gegen die Gastgeberinnen gewinnen, nach Niederlagen gegen Dänemark und Slowenien schieden sie aber als Gruppendritte aus. Im September 2019 unternahmen sie einen neuen Anlauf und mit Siegen gegen Weißrussland und Malta wurde trotz einer Niederlage gegen Frankreich die zweite Runde erreicht. Hier sollten sie im März 2020 in Ungarn zudem gegen Russland und Rumänien spielen, wegen der  COVID-19-Pandemie wurde sie aber zunächst in den September verschoben und dann wie auch die Endrunde komplett abgesagt. Mit der U-19 bestritt sie im September 2019 ein Freundschaftsspiel gegen Schweden, das mit 3:0 gewonnen wurde. Im Oktober wurde sie für ein Freundschaftsspiel der A-Nationalmannschaft gegen die Nationalmannschaft Frankreichs sowie für die ersten Spiele in der Qualifikation für die EM 2022 nominiert.
Am  4. März 2020 bestritt sie im Turnier um den Pinatar-Cup erstmals ein A-Länderspiel; gegen die Nationalmannschaft Nordirlands blieb sie 90 Minuten lang ohne Gegentor. Mit diesem Einsatz avancierte sie im Alter von 16 Jahren, 7 Monaten und 7 Tagen zur jüngsten Torhüterin der isländischen Länderspielgeschichte, indem sie den Rekord von Þóra Björg Helgadóttir aus dem Jahr 1998 um 148 Tage unterbot. Drei Tage später stand sie beim 7:1-Sieg der U-19 gegen Italien wieder im Tor und auch zwei Tage später hielt sie das Tor der U-19 gegen Deutschland sauber. Weitere Einsätze, z. B. bei der zweiten Qualifikationsrunde für die U-19-EM 2020, für die sich Island qualifiziert hatte, fielen aus, da auch diese wegen der Pandemie abgesagt wurde. Nach der COVID-19-bedingten Länderspielpause wurde sie auch für die restlichen EM-Qualifikationsspiel im Herbst nominiert, saß dabei aber nur auf der Bank. Als einer der drei besten Gruppenzweiten konnten sich die Isländerinnen zum vierten Mal für die EM-Endrunde qualifizieren. Für die ersten sechs Spiele der Qualifikation für die WM 2023 wurde sie immer nominiert, aber nur zweimal eingesetzt.
Am 11. Juni 2022 wurde sie für die EM-Endrunde nominiert, jedoch am 9. Juli durch Auður Sveinbjörnsdóttir ersetzt, infolge eines erlittenen Fingerbruchs.
Am 13. Juni 2025 wurde sie für die EM-Endrunde 2025 nominiert. Sie stand bei den drei Niederlagen ihrer Mannschaft im Tor, nach denen die Isländerinnen ausschieden.

## Erfolge
- Deutscher Meister 2023, (2024 ohne Einsatz; mit dem FC Bayern München)
- Beste Torhüterin der Serie A: 2024/25[15]